# Dobro Polje (Ilirska Bistrica, Slovenija)
Dobro Polje je naselje u slovenskoj Općini Ilirskoj Bistrici. Dobro Polje se nalazi u pokrajini Notranjskoj i statističkoj regiji Notranjsko-kraškoj. 

## Stanovništvo
Prema popisu stanovništva iz 2002. godine naselje je imalo 71 stanovnika.